# 姚南薰
姚南薰（英語：Nancy Yao Maasbach）是一位美国华人馆长。美国华人博物馆前馆长。

## 生平
出生于纽约市法拉盛一个华人家庭，父亲姚策（William Yao），母亲宫天霞（Tina Gong）。毕业于西方学院和耶鲁管理学院。
1997年进入有線電視新聞網國際新聞網絡负责香港回归报道。之后任职于高盛投资银行部，驻扎香港和纽约市。之后进入美国外交关系协会担任日本区国际事务专员和中国区研究助理。还担任雅礼协会会长和耶鲁戏剧学院讲师。
2015年2月担任美国华人博物馆馆长。2023年3月被任命为正在筹建中的美国妇女历史博物馆馆长，原定于6月5日上任，2023年7月因解雇遭受性骚扰的女性员工而遭受投诉，在任职推迟后选择辞去该职。